# 아만츄
《아만츄!》(あまんちゅ!, AMANCHU)는 일본의 만화가 아마노 코즈에의 일본의 만화이다.

## 개요
맥가든의 발행하는 월간 코믹 블레이드 2009년 1월호부터 연재를 시작하여 2021년 5월에 연재를 종료하였다. 한국에선 학산문화사에서 발행하는 부킹 10월호부터 2화씩 PR연재를 하고 있다.
일본의 아타미만을 배경으로 코히나타 히카리와 오오키 후타바라는 두 주인공이 유메가오카 고등학교에 다니는 일상을 중심으로 펼쳐지는 이야기이며, 아마노 코즈에의 전작 아리아처럼 이번에도 물을 소재로 하고 있다.
아리아와 다른 점은 주 테마인 '일상'은 그대로 유지하는 대신에, 배경이 현실적으로 되었고, 아리아가 곤돌라를 주 소재로 한다면, 아만츄는 다이빙을 소재로 하고 있다. 캐치카피는 일상 두근두근 다이빙이다.
일본에선 2009년 8월에 단행본이 출간되었으며 대한민국에서는 학산문화사에서 단행본으로 1월 15일에 출간되었다. 1권에서는 초회 한정 특전으로 히로인이 그려진 일러스트 엽서를 제공하였다. 2권은 8월 25일에 일반판과 한정판이 동시 발매되었으며, 시크릿 커버 일러스트와 한정 특전으로 작가가 일러스트가 그려진 다용도 지퍼백을 제공하였다.
2016년 7월부터 9월까지 TV 애니메이션 1기가 방영되었고, 2기인 <아만츄! ~어드밴스~ >는 2018년 2분기인 4월~6월 사이에 방영되었다.

## 등장인물
코히나타 히카리 (小日向 光)
성우 - 스즈키 에리
본 작의 주인공. 나이는 15세. 신장 148cm, 1월 31일생의 물병자리, 혈액형은 O형. 별명은 피카리. 선배인 니노미야 아이는 '바카리 (바보+히카리)'라고 부른다. 유메가오카 고교 1학년 2반. 스쿠버 다이빙이 취미이며 할머니가 경영하는 바다의 집에서 스쿠버 다이빙 서브 가이드와 잡일 등을 하고 있다. 사람에게 별명을 붙이는 것을 좋아한다. 밝고 명랑한 성격이지만 자신의 생각을 제대로 된 말로 하는 것이 서투르기 때문에, 그것을 대신해 평소에 휘슬을 가지고 다닌다. 다이빙부에 소속. 커서 현지에서 프로 인스트럭터가 되는 것이 꿈. '우뾰!'라는 감탄사를 입에 붙이고 다니는 것이 특징이다.
오오키 후타바 (大木 双葉）
성우 - 카야노 아이
본 작의 또 다른 주인공으로 작품의 주관 시점인물. 나이는 16세, 신장 170cm, 4월 3일생의 양자리, 혈액형은 AB형. 별명은 테코로 히카리가 지어줬다.
유메가오카 고교 1학년 2반. 고등학교로 진학하면서 히카리가 사는 시골 마을로 전학온다. 학교 통학 사정으로 원부면허를 취득해 등교시 스쿠터로 다니고 있다. 내성적인 성격이지만 히카리를 만난 이후부터는 그런 자신을 바꿔나가려 노력하고 있다. 감동 받았을 때는 '후와아아아(ふわぁぁぁ)' 거절 시에는 '각하!'라고 하는 것이 말버릇. 히카리의 권유로 다이빙부에 입부하였다.
니노미야 아이 (二宮 愛)
니노미야 마코토 (二宮 誠)
카토리 마토 (火鳥 真斗)
아리아 (ありあ)
오히메 (お姫)
히카리의 할머니

## 만화
- 지음/그림: 아마노 코즈에
- 퍼냄
  - 일본어: 맥 가든
  - 한국어: 부킹

| 순번 | 제목     | 언어     | 발행일          | ISBN                   |
| ---- | -------- | -------- | --------------- | ---------------------- |
| 1    | 아만츄 1 | 일본어판 | 2009년 8월 10일 | ISBN 978-4-86127-642-2 |
| 1    | 아만츄 1 | 한국어판 | 2010년 1월 15일 | ISBN 978-89-258-4239-4 |
| 2    | 아만츄 2 | 일본어판 | 2010년 2월 10일 | ISBN 978-4-86127-696-5 |
| 2    | 아만츄 2 | 한국어판 | 2010년 8월 25일 | ISBN 978-89-258-5425-0 |
| 3    | 아만츄 3 | 일본어판 | 2010년 8월 10일 | ISBN 978-4-86127-757-3 |
| 3    | 아만츄 3 | 한국어판 | 2011년 7월 13일 | ISBN 978-89-258-6925-4 |